# Portsmouth F.C. 7-4 Reading F.C.
Trận đấu Giải bóng đá Ngoại hạng Anh 2007-08 diễn ra giữa Portsmouth và Reading đạt kỉ lục trận đấu có nhiều bàn thắng nhất lịch sử Giải bóng đá Ngoại hạng Anh. Trận đấu diễn ra tại Fratton Park ở Portsmouth vào ngày 29 tháng 9 năm 2007. Đã có mười một bàn thắng được ghi trong trận đấu này, trong đó đội chiến thắng là Portsmouth với bảy bàn. Chỉ trong vòng hai muơi phút cuối trận bóng tìm tới mành lưới của hai đội tới sáu lần (trong đó có hai bàn ở thời gian bù giờ).

## Chi tiết trận đấu
| Portsmouth                                                                                             | 7–4      | Reading                                                  |
| --- | -------- | -------------------------------------------------------- |
| Benjani 7', 37', 70' · Hreiðarsson 55' · Kranjčar 75' · Ingimarsson 81' (l.n.) · Muntari 90+2' (ph.đ.) | Chi tiết | Hunt 45' · Kitson 48' · Long 79' · Campbell 90+4' (l.n.) |

| Portsmouth | Reading |

| PORTSMOUTH:    |    |                     |          |     |
|                |    |                     |          |     |
| TM             | 1  | David James         |          |     |
| HV             | 5  | Glen Johnson        |          |     |
| HV             | 23 | Sol Campbell        |          |     |
| HV             | 15 | Sylvain Distin      |          |     |
| HV             | 7  | Hermann Hreiðarsson |          |     |
| Tv             | 8  | Papa Bouba Diop     |          |     |
| TV             | 28 | Sean Davis          |          |     |
| TV             | 11 | Sulley Muntari      |          |     |
| TĐ             | 17 | John Utaka          |          |     |
| TĐ             | 25 | Benjani Mwaruwari   |          | 80' |
| TĐ             | 19 | Niko Kranjčar       |          |     |
| Dự bị:         |    |                     |          |     |
| TM             | 13 | Jamie Ashdown       |          |     |
| HV             | 16 | Noé Pamarot         |          |     |
| TV             | 14 | Matthew Taylor      | Thẻ vàng |     |
| TV             | 30 | Pedro Mendes        |          |     |
| TĐ             | 10 | David Nugent        |          | 80' |
| HLV trưởng:    |    |                     |          |     |
| Harry Redknapp |    |                     |          |     |

| READING:      |    |                    |          |     |
|               |    |                    |          |     |
| TM            | 1  | Marcus Hahnemann   |          |     |
| HV            | 2  | Graeme Murty       |          | 77' |
| HV            | 29 | Michael Duberry    | Thẻ vàng |     |
| HV            | 28 | Ívar Ingimarsson   |          |     |
| HV            | 3  | Nicky Shorey       |          |     |
| TV            | 19 | Liam Rosenior      |          |     |
| TV            | 6  | Brynjar Gunnarsson |          | 77' |
| TV            | 15 | James Harper       |          |     |
| TV            | 10 | Stephen Hunt       |          |     |
| TĐ            | 9  | Kevin Doyle        |          |     |
| TĐ            | 12 | Dave Kitson        |          |     |
| Dự bị:        |    |                    |          |     |
| TM            | 32 | Adam Federici      |          |     |
| HV            | 22 | André Bikey        |          |     |
| TV            | 20 | Emerse Faé         |          | 77' |
| TĐ            | 24 | Shane Long         |          | 77' |
| TĐ            | 8  | Leroy Lita         |          |     |
| HLV trưởng:   |    |                    |          |     |
| Steve Coppell |    |                    |          |     |